# De tappras väg
De tappras väg (engelska: The Horse Soldiers) är en amerikansk västernfilm från 1959 i regi av John Ford, med John Wayne, William Holden, Constance Towers och Judson Pratt i rollerna. Filmen bygger på romanen The Horse Soldiers av Harold Sinclair och bygger på Griersons räd under det amerikanska inbördeskriget.

## Handling
En brigad av nordstats-kavalleri under ledning av Överse John Marlowe (John Wayne) skickas bakom fiendens linjer för att förstöra en järnväg och materiel vid Newton. Med trupperna färdas den nya läkaren, Major Henry Kendall (William Holden) som inte kommer helt överens med Marlowe. Han slits mellan sin plikt och krigets fasor.
Uppdraget blir mer komplicerat när Marlowe tvingas kidnappa en plantageägare, Miss Hannah Hunter (Constance Towers), och dennes slav Lukey (Althea Gibson), efter att de fått reda på deras planer. Flera bataljer senare och en mindre eldstrid med kadetter från en lokal militärskola och med konfedererade trupper på jakt efter dom, når Marlowe och hans trupper en bro. För att ta sig tillbaka till sin egen sida måste de korsa bron vilket de lyckas med efter hårda strider. En sårad Marlowe spränger sedan bron efter att hans män lyckats ta sig över.

## Medverkande
| John Wayne       | – Col. John Marlowe                         |
| William Holden   | – Maj. Henry Kendall                        |
| Constance Towers | – Miss Hannah Hunter of Greenbriar          |
| Judson Pratt     | – Sgt. Maj. Kirby                           |
| Hoot Gibson      | – Sgt. Brown                                |
| Ken Curtis       | – Cpl. Wilkie                               |
| Willis Bouchey   | – Col. Phil Secord                          |
| Althea Gibson    | – Lukey                                     |
| Bing Russell     | – Dunker, Yankee Soldier Amputee            |
| O.Z. Whitehead   | – Otis "Hoppy" Hopkins                      |
| Hank Worden      | – Deacon Clump                              |
| Chuck Hayward    | – Union Captain                             |
| Denver Pyle      | – Jackie Jo                                 |
| Strother Martin  | – Virgil                                    |
| Basil Ruysdael   | – The Reverend (Jefferson Military Academy) |
| Carleton Young   | – Col. Jonathan Miles, CSA                  |

## Produktion
Filmen filmades på plats i Louisiana och Mississippi. När stuntmannen Fred Kennedy dog efter ett felaktigt fall från en häst stängde regissören Ford ner inspelningen på plats och flyttade inspelningen till Hollywood.
Tennisstjärnan Althea Gibson (som bland annat vann Wimbledon 1957 och 1958) gör sin enda filmroll som slaven Lukey. På grund av segregationen i Louisiana skulle Gibson tvingats bo i ett separat hus, skild från de andra medverkande. Detta gjorde att hennes scener spelades in i Washington i Mississippi.
Filmen var en samproduktion mellan sex olika företag, bland andra United Artists, John Fords egna produktionsbolag "John Ford Productions" och William Holdens produktionsbolag "William Holden Productions". Sex grupper av agenter och advokater skapade en av de mest komplicerade filmkontrakten någonsin.

## Mottagande
Filmen täckte knappt sina produktionskostnader.